# Шушински рејон
Шушински рејон (азер. Şuşa rayonu, јерм. Շուշիի շրջան), једна је од 78 административно-територијалних јединица Азербејџана, који се у целости налазио под контролом самопроглашене државе Нагорно-Карабах. Округ је враћен под контролу Азербејџана након Другог рата за Нагорно-Карабах. Административни центар рејона се налази у граду Шуша.
Шушински рејон обухвата површину од 289 km² и има 29.700 становника (подаци из 2011). 